# Беттанж
Бетта́нж (фр. Bettange) — коммуна во французском департаменте Мозель региона Лотарингия. Относится к кантону Булеи-Мозель.

## Географическое положение
Беттанж расположен в 26 км к юго-востоку от Меца. Соседние коммуны: Оллен и Ремельфан на севере, Вальмэнстер и Вельвен на востоке, Оттонвиль на юго-востоке, Эбланж и Рупельданж на юге, Меганж и Бюртонкур на юго-западе, Пибланж, Эстроф, Анзелен и Гомланж на северо-западе.

## История
- Бывшая деревня сеньората де Берю в составе герцогства Лотарингия.
- Зависела от аббатства Бузонвиль, начиная с XIII века, в 1472 году коммуна была разделена между сеньорами д'Эльтц и де Коэлер.

## Демография
По переписи 2008 года в коммуне проживало 212 человек.	

## Достопримечательности
- Церковь святых Петра и Павла: хоры XV века.